# 레키티스목

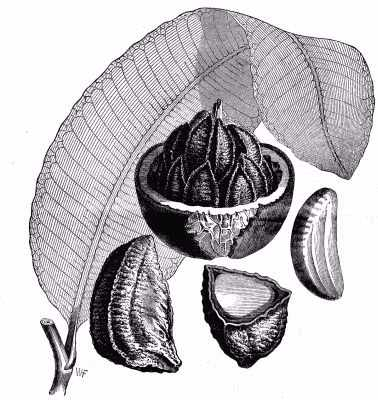

레키티스목(Lecythidales)은 이전에 인정되었던 속씨식물 목의 하나이다. 크론퀴스트 분류 체계에서 딜레니아아강(Dilleniidae)에 속하는 목으로 사용되었다. 1981년 크론퀴스트 분류 체계에서 레키티스과(Lecythidaceae)만을 포함하는 식물 목으로 분류되었다. 이 목에 유일하게 속했던 레키티스과는 2003년 APG II 분류 체계와 2009년 APG III 분류 체계 이후 진달래목으로 분류되고 있다.

## 크론퀴스트 분류 체계의 분류
- 레키티스목 (Lecythidales)
  - 레키티스과 (Lecythidaceae)